# Herkendorf
Herkendorf ist ein Ortsteil des Fleckens Aerzen im Landkreis Hameln-Pyrmont in Niedersachsen.

## Geographie
Das Dorf liegt sechs Kilometer nördlich von Aerzen, fünf Kilometer westlich von Hameln und drei Kilometer südwestlich der Weser an der K 29.

## Geschichte
Ursprünglich gehörte Herkendorf zum Amt Lachem, welches 1823 in das Amt Hameln überging.

### Einwohnerentwicklung
- 1910: 241 Einwohner (am 1.12.)[3]
- 1925: 238 Einwohner[4]
- 1933: 252 Einwohner[4]
- 1939: 236 Einwohner[4]
- 1950: 455 Einwohner (am 13.9.)[1]
- 1956: 356 Einwohner (am 25.9.)[1]

### Eingemeindungen
Durch die Gebietsreform wurde die bis dahin selbständige Gemeinde Herkendorf am 1. Januar 1973 in den Flecken Aerzen eingemeindet.